# Chuck Kornegay
Charles Macarthur Kornegay, detto Chuck (Dudley, 28 settembre 1974), è un ex cestista statunitense naturalizzato spagnolo.

## Carriera
Con la Spagna ha disputato i Campionati europei del 2001.

## Palmarès
- USBL All-Rookie Team (1997)